# Kamienka (rejon czugujewski)
Kamienka (ros. Каменка) – wieś (sieło) w Rosji, w Kraju Nadmorskim, w rejonie czugujewskim. W 2010 liczyła 690 mieszkańców.